# NGC 2977
NGC 2977 ist eine Spiralgalaxie vom Hubble-Typ Sb im Sternbild Drache am Nordsternhimmel. Sie ist schätzungsweise 142 Millionen Lichtjahre von der Milchstraße entfernt und hat einen Durchmesser von etwa 70.000 Lj.
Das Objekt wurde am 2. April 1801 von dem Astronomen Wilhelm Herschel entdeckt.